# Akrar
Akrar (duń. Øgrum, inaczej Agrar) – miejscowość na Wyspach Owczych, terytorium zależnym Danii, będącym archipelagiem wysp wulkanicznych, położonym na Morzu Norweskim. Administracyjnie leży w gminie Sumba. Mieszka w niej 19 osób.

## Położenie
Miejscowość leży w południowej części wyspy Suðuroy, na jej wschodnim wybrzeżu. Znajduje się ona w miejscu, w którym wody zatoki Lopransfjørður wpływają do cieśniny Vágsfjørður. Na południowy wschód od miejscowości znajduje się pasmo górskie, którego najbliższym szczytem jest: Siglifelli (359 m n.p.m.), a na południu przylega ona do wsi Lopra.

## Historia
Akrar założono w 1817 roku.